# Canti degli alpini
I canti degli alpini sono dei canti popolari e militari corali che identificano la tradizione culturale degli alpini.
Rappresentano la trasmissione di usi, costumi, tradizioni e notizie. Si tramandano oralmente, con regole semplici che ne hanno permesso l'arrivo fino ai giorni nostri, compresi gli adattamenti, le fusioni, le aggiunte e contaminazioni.

## Canti degli alpini
- Sul cappello
- Cimitero di rose
- Gran dio del cielo
- Inno al Trentino
- Le voci di Nikolajewka
- Madonnina dai riccioli d'oro
- La Montanara
- Monte Canin
- Monte Nero
- Pietà l'è morta
- Quel mazzolin di fiori
- Signore delle cime
- Stelutis alpinis
- Sui monti Scarpazi
- Sul ponte di Perati
- Tapum
- Il testamento del capitano
- Valore alpino
- Vinassa vinassa